# Attentat du temple de Borobudur
L'attentat du temple de Borobudur est survenu le 21 janvier 1985 lorsque neuf bombes ont explosé au temple bouddhiste de Borobudur situé à Magelang, dans la province de Java central, en Indonésie. L'attentat n'a fait aucune victime humaine mais neuf stupas sur les terrasses supérieures arrondies d'Arupadhatu ont été gravement endommagés par les bombes,.

## Auteurs
En 1991, un prédicateur musulman aveugle, Husein Ali Al Habsyi, a été condamné à la réclusion à perpétuité pour avoir organisé une série d'attentats à la bombe au milieu des années 1980, dont l'attaque du temple. On pense que l'attaque était des représailles islamistes indonésiennes contre le massacre de Tanjung Priok (en) en 1984. Au cours du procès, Habsyi a refusé d'être tenu responsable de l'attaque et a mentionné Mohammad Jawad, une figure mystérieuse, comme le véritable cerveau. Mohammad Jawad reste inconnu. Le 23 mars 1999, Habsyi a été gracié et libéré par l'administration du président Bacharuddin Jusuf Habibie. Deux autres membres d'un groupe d'extrême droite qui ont perpétré les attentats à la bombe ont chacun été condamnés à 20 ans en 1986 et un autre homme a été condamné à 13 ans de prison.